# 리고니어 미니스트리즈
리고니어 미니스트리즈(영어: Ligonier Ministries)는 R. C. 스프롤이 1971년 펜실베이니아주 리고니아 밸리에 설립한 국제 기독교 제자훈련단체이다. '테이블톡'이라는 월간지를 출판하며, 개혁신학을 강의하고 있다.
주요 강사로는 싱클레어 퍼거슨, 로버트 갓프리, 스티븐 로슨, 디렉 토마스등이 있다.

## 주요 내용
- 개혁신학이란 무엇인가?[깨진 링크(과거 내용 찾기)]